# آلتامیر هیتر مارتینس
آلتامیر هیتر مارتینس (پرتغالی: Altamir Heitor Martins; ۱۴ ژانویهٔ ۱۹۸۰ – ۱ مارس ۲۰۱۲) بازیکن فوتبال اهل برزیل بود.
از باشگاه‌هایی که در آن بازی کرده است می‌توان به باشگاه فوتبال پیکان، باشگاه فوتبال گوارانی، و باشگاه فوتبال پلیس ترو اشاره کرد.